# Chiesa di San Lorenzo (Cellio)
La chiesa di San Lorenzo sorge a Cellio, in una posizione che la rende visibile da ogni parte della valle, in particolar modo il maestoso campanile di 56 metri, il più alto della Valsesia.

## Storia e descrizione

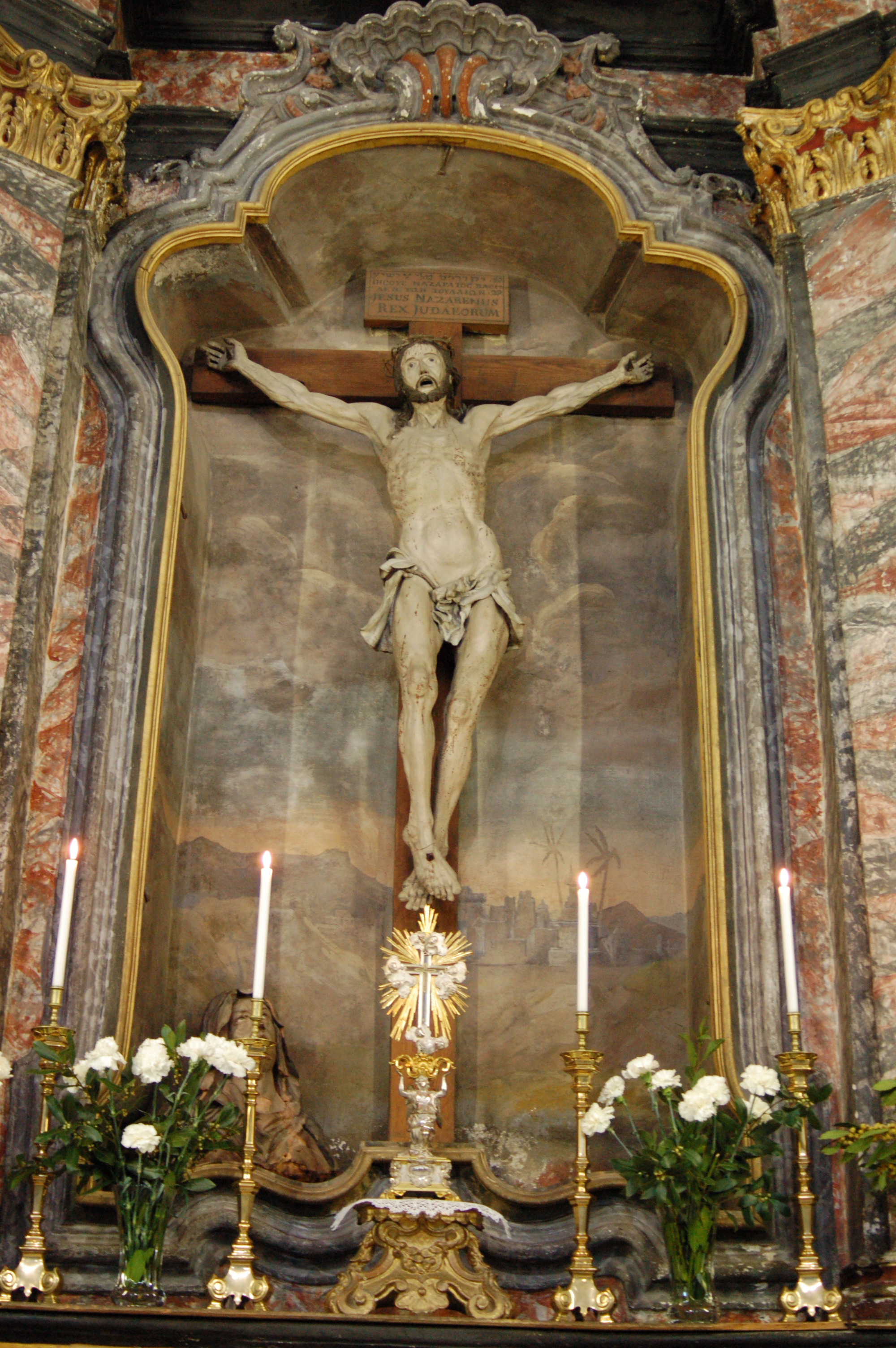
Crocifisso di Lorenzo Peracino

La chiesa, sede parrocchiale dedicata a San Lorenzo, venne ingrandita nel 1669 su disegno di Pellegrino Tibaldi. L'ingresso che reca la data del 1585 era la porta principale della precedente chiesa antica. La bussola (1863) disegnata da Lorenzo Francione, venne scolpita da Longhetti di Varallo. Nell'ultima cappella a destra si venerano le reliquie di san Cirillo. La cappella è ornata di pregevoli affreschi. A sinistra nella seconda cappella si ammirano un crocefisso molto espressivo in plastica (creta) ed affreschi di Lorenzo Peracino (1754). Nella terza cappella a sinistra c'è una tela del Tanzio da Varallo, che rappresenta san Carlo che reca in processione la croce del Sacro Chiodo.
Altre composizioni, raffigurano san Carlo che comunica gli appestati. I tre vetri istoriati a fuoco sono datati 1623. Da notare gli affreschi del coro, raffiguranti l'Invenzione e l'Esaltazione della santa Croce del Rocca, e quelli della volta della Sacrestia eseguiti da Peracino. Degna di nota una piccola campana: il Ciuchin che porta la data del 1486.